# Tori (Gruzie)

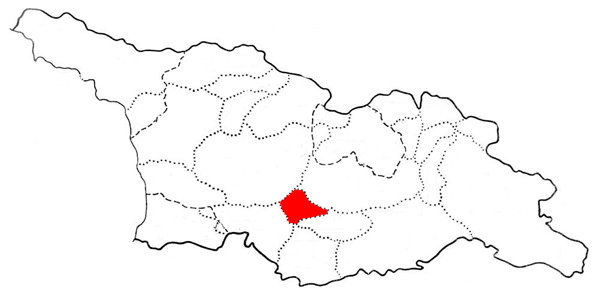
Poloha regionu Tori

Tori (gruzínsky: თორი) je historický region, který se nacházel ve střední Gruzii. V 15. století se název přestal používat a území získal do vlastnictví gruzínský šlechtický rod Avališvili, který postupně začlenil toto území do regionu Samcche. Dnes je území, na kterém se Tori nacházelo, spolu s historickými provinciemi Džavachetií a Meschetií součástí regionu Samcche-Džavachetie.